# L'Épée de feu (film)
Pour les articles homonymes, voir L'Épée de feu.
Pour plus de détails, voir Fiche technique et Distribution.
L'Épée de feu (Il trono di fuoco) est un péplum médiéval fantastique italien réalisé par Francesco Prosperi et sorti en 1983.

## Synopsis
Les forces du Bien et du Mal s'engagent dans une bataille épique pour la conquête d'un trône légendaire. Siegfried / Thor, paladin du Bien, obtient le pouvoir d'invisibilité à cet effet, et son père sorcier le rend presque invulnérable. Son ennemi juré est le méchant Morak, fils de Belial le messager de Satan et d'une sorcière, qui a pour objectif de prendre la princesse Valkari / Brunhild comme épouse avant de conquérir le trône, car sinon, à son simple contact, il brûlera vif.

## Fiche technique
Sauf indication contraire, les informations mentionnées dans cette section peuvent être confirmées par la base de données cinématographiques IMDb,  présente dans la section « Liens externes ».
- Titre français : L'Épée de feu ou Le Retour du Barbare[1]
- Titre original italien : Il trono di fuoco[2]
- Réalisation : Francesco Prosperi
- Scénario : Nino Marino (it), Giuseppe Buricchi
- Photographie : Guglielmo Mancori
- Montage : Alessandro Lucidi (it)
- Musique : Carlo Rustichelli, Paolo Rustichelli (it)
- Décors : Francesco Cuppini
- Costumes : Silvio Laurenzi
- Production : Ettore Spagnuolo
- Société de production : Visione Cinematografica
- Pays de production :  Italie
- Langue originale : italien
- Format : Couleur par Telecolor - 1,85:1 - Son mono - 35 mm
- Durée : 89 minutes (1 h 29[2])
- Genre : Médiéval fantastique
- Dates de sortie :
  - Italie : 17 juin 1983
  - France : 2 juillet 1986 (province) ; 30 décembre 1986 (Paris)[1]

## Distribution
- Pietro Torrisi (sous le nom de « Peter McCoy ») : Siegfried / Thor
- Sabrina Siani : Princesse Valkari / Brunilde
- Harrison Muller : Belial / Morak
- Beni Cardoso (sous le nom de « Benny Carduso ») : Azira, l'aide de camp de Morak
- Pietro Ceccarelli (it) (sous le nom de « Peter Caine ») : Tares, le père de Siegfried
- Isarco Ravaioli : Isar
- Mario Novelli : Un barbare

## Production
Certains extérieurs ont été tournés dans la vieille ville de Bracciano à 30 m de Rome et les scènes en intérieur ont été filmées aux studios Incir De Paolis et Elios à Rome. La scène de l'attaque du village a été reprise du film Sangraal de Michele Massimo Tarantini, sorti un an plus tôt.